# Generali Open 2002
Generali Open 2002 — тенісний турнір, що проходив на кортах з твердим покриттям у місті Кіцбюель, Австрія з 22 липня . Належав до категорії ATP International Series Gold, був турніром серії Austrian Open Kitzbühel 2002 року.

## Фінальна частина

### Одиночний розряд
Алекс Корретха —  Хуан Карлос Ферреро 6–4, 6–1, 6–3

### Парний розряд
Роббі Куніґ /  Сімада Томас —  Лукас Арнольд Кер /  Алекс Корретха 7–6(7–3), 6–4